# Кармартъншър
 Карма̀ртъншър (на английски: Carmarthenshire; на уелски: Sir Gaerfyrddin или Sir Gâr, Сир Гайрвъ̀рдин или Сир Га̀ар) е административна единица в Уелс със статут на графство (на английски: county). Създаден е със Закона за местното управление от 1994 г. Областта е разположена в Западен Уелс и граничи с Пембрукшър на запад с Керъдигиън на север с Поуис на изток с Нийт Порт Толбът и Суонзи на юг. Територията на Кармартъншър е сформирана в съответствие с границите на историческото графство Кармартъншър.

## Градове
- Аманфорд
- Бъри Порт
- Гланаман
- Кайо
- Кармартън
- Кидуели
- Ландейло
- Ландъври
- Ланели
- Ларн
- Нюкасъл Емлин
- Сейнт Клеърс
- Уитланд